# Tuffi ai campionati mondiali di nuoto 2013 - Piattaforma 10 metri maschile
La competizione di tuffi dalla piattaforma 10 metri maschile dei campionati mondiali di nuoto 2013 si svolge in tre fasi. 
Il turno eliminatorio, a cui partecipano 31 atleti, si svolge nella mattinata del 27 luglio. 
I migliori diciotto gareggiano nella semifinale il pomeriggio del 27 luglio, da qui le migliori dodici competeranno per la medaglia il 28 luglio.

## Medaglie
| Posizione | Atlete       | Paese       |
| --------- | ------------ | ----------- |
| Oro       | Qiu Bo       | Cina        |
| Argento   | David Boudia | Stati Uniti |
| Bronzo    | Sascha Klein | Germania    |

## Risultati
In verde sono indicati gli atleti ammessi alla finale. In giallo sono indicati gli atleti eliminati nel corso della semifinale.
| Pos. | Atleta             | Nazionalità    | Preliminare | Preliminare | Semifinale | Semifinale | Finale    | Finale |
| Pos. | Atleta             | Nazionalità    | Punti       | Pos.        | Punti      | Pos.       | Punti     | Pos.   |
| ---- | ------------------ | -------------- | ----------- | ----------- | ---------- | ---------- | --------- | ------ |
|      | Qiu Bo             | Cina           | 524.40      | 1           | 457.55     | 6          | 581.00    | 1      |
|      | David Boudia       | Stati Uniti    | 503.30      | 2           | 534.40     | 1          | 517.40    | 2      |
|      | Sascha Klein       | Germania       | 482.55      | 4           | 505.85     | 3          | 508.55    | 3      |
| 4    | Germán Sánchez     | Messico        | 449.90      | 7           | 473.40     | 5          | 506.35    | 4      |
| 5    | Iván García        | Messico        | 423.80      | 9           | 522.60     | 2          | 502.75    | 5      |
| 6    | Tom Daley          | Gran Bretagna  | 406.40      | 13          | 452.70     | 7          | 470.60    | 6      |
| 7    | Oleksandr Bondar   | Ucraina        | 457.70      | 5           | 442.85     | 11         | 464.75    | 7      |
| 8    | Viktor Minibaev    | Russia         | 486.55      | 3           | 480.30     | 4          | 449.75    | 8      |
| 9    | Vadzim Kaptur      | Bielorussia    | 425.90      | 8           | 430.65     | 12         | 447.30    | 9      |
| 10   | Jeinkler Aguirre   | Cuba           | 416.10      | 11          | 452.15     | 8          | 417.30    | 10     |
| 11   | Sergej Nazin       | Russia         | 382.90      | 17          | 447.20     | 10         | 410.10    | 11     |
| 12   | Andrea Chiarabini  | Italia         | 418.60      | 10          | 451.70     | 9          | 370.75    | 12     |
| 16.5 | H09.5              |                |             |             |            |            | 00:55.635 | O      |
| 13   | Juan Ríos Lopera   | Colombia       | 404.35      | 14          | 421.05     | 13         |           |        |
| 14   | Ooi Tze Liang      | Malaysia       | 412.55      | 12          | 411.75     | 14         |           |        |
| 15   | Kim Sun-Bom        | Corea del Nord | 377.20      | 18          | 411.30     | 15         |           |        |
| 16   | Anton Zacharov     | Ucraina        | 400.55      | 16          | 396.50     | 16         |           |        |
| 17   | Lin Yue            | Cina           | 456.00      | 6           | 387.10     | 17         |           |        |
| 18   | Dominik Stein      | Germania       | 403.45      | 15          | 325.05     | 18         |           |        |
| 16.5 | H09.5              |                |             |             |            |            | 00:55.635 | O      |
| 19   | Harry Jones        | Stati Uniti    | 375.00      | 19          |            |            |           |        |
| 20   | Robert Páez        | Venezuela      | 367.25      | 20          |            |            |           |        |
| 21   | Jesper Tolvers     | Svezia         | 359.10      | 21          |            |            |           |        |
| 22   | Maicol Verzotto    | Italia         | 355.10      | 22          |            |            |           |        |
| 23   | Espen Valheim      | Norvegia       | 344.45      | 23          |            |            |           |        |
| 24   | Lev Sargsyan       | Armenia        | 333.40      | 24          |            |            |           |        |
| 25   | Daniel Jensen      | Norvegia       | 328.45      | 25          |            |            |           |        |
| 26   | So Myong-Hyok      | Corea del Nord | 324.05      | 26          |            |            |           |        |
| 27   | Woo Ha-Ram         | Corea del Sud  | 321.90      | 27          |            |            |           |        |
| 28   | Daniel Goodfellow  | Gran Bretagna  | 318.55      | 28          |            |            |           |        |
| 29   | Yumandy Paz Gamboa | Cuba           | 305.05      | 29          |            |            |           |        |
| 30   | Kim Yeong-Nam      | Corea del Sud  | 297.15      | 30          |            |            |           |        |